# Serie A2 2016-2017 (pallamano maschile)
La Serie A2 2016-2017 è stata la 47ª edizione del torneo di secondo livello del campionato italiano di pallamano maschile,  organizzato dalla Federazione Italiana Giuoco Handball.
La competizione è iniziata il 15 ottobre 2016 e si è conclusa il 6 maggio 2017.

## Formula

### Stagione regolare
Nella stagione 2016/2017
il campionato si svolge tra 36 squadre divise in un girone da 9 club, un girone da 8 club, due gironi da 7 club e un girone da 5 club. Nel girone da 8 club, le squadre si affrontano, in una fase iniziale, con la formula del girone all'italiana con partite di andata e ritorno. Al termine della stagione regolare si qualificano per la poule promozione le squadre classificate dal 1º al 4º posto di ciascun girone; le altre vengono relegate alla poule retrocessione. Nei gironi da 5 club, le squadre si affrontano con la formula del girone all'italiana con partite di andata, ritorno, doppia andata e doppio ritorno. 
Per ogni incontro i punti assegnati in classifica sono così determinati:
- tre punti per la squadra che vinca l'incontro alla fine dei tempi regolamentari;
- due punti per la squadra che vinca l'incontro dopo i tiri di rigore;
- un punto per la squadra che perda l'incontro dopo i tiri di rigore;
- zero punti per la squadra che perda l'incontro alla fine dei tempi regolamentari.

### Poule promozione
Le squadre qualificate dopo la prima fase si affrontano con la formula del girone all'italiana con partite di andata e ritorno.
La squadra 1ª classificata al termine della poule promozione viene promossa in serie Serie A - 1ª Divisione Nazionale.

### Poule retrocessione
Le squadre relegate dopo la prima fase si affrontano con la formula del girone all'italiana con partite di andata e ritorno.
La squadra 4ª classificata al termine della poule viene retrocessa in serie Serie B.

## Girone A

### Stagione regolare

#### Classifica
|  | Pos. | Squadra         | Pt | G  | V  | VR | P  | PR | GF  | GS  | D    | Note          |
|  | ---- | --------------- | -- | -- | -- | -- | -- | -- | --- | --- | ---- | ------------- |
|  | 1.   | Molteno         | 47 | 16 | 15 | 1  | 0  | 0  | 496 | 327 | +169 | Promozione    |
|  | 2.   | Cassano Magnago | 30 | 16 | 10 | 0  | 6  | 0  | 398 | 389 | +9   |               |
|  | 3.   | Parma           | 28 | 16 | 9  | 0  | 6  | 1  | 388 | 372 | +16  |               |
|  | 4.   | Crenna          | 25 | 16 | 8  | 0  | 7  | 1  | 416 | 410 | +10  |               |
|  | 5.   | Povegliano      | 23 | 16 | 7  | 1  | 8  | 0  | 413 | 410 | +3   |               |
|  | 6.   | Leno            | 21 | 16 | 7  | 0  | 9  | 0  | 427 | 441 | -13  |               |
|  | 7.   | Verdeazzurro    | 15 | 16 | 5  | 0  | 11 | 0  | 413 | 462 | -49  |               |
|  | 8.   | Spezia          | 14 | 16 | 4  | 1  | 11 | 0  | 345 | 399 | -44  |               |
|  | 9.   | Città Giardino  | 13 | 16 | 4  | 0  | 11 | 1  | 392 | 478 | -86  | Retrocessione |

## Girone B

### Stagione regolare

#### Classifica
|  | Pos. | Squadra   | Pt | G  | V  | VR | P  | PR | GF  | GS  | D    | Note          |
|  | ---- | --------- | -- | -- | -- | -- | -- | -- | --- | --- | ---- | ------------- |
|  | 1.   | Oriago    | 44 | 18 | 14 | 1  | 3  | 0  | 508 | 383 | +125 | Promozione    |
|  | 2.   | Taufers   | 38 | 18 | 12 | 0  | 4  | 2  | 527 | 446 | +81  |               |
|  | 3.   | Oderzo    | 37 | 18 | 11 | 2  | 5  | 0  | 521 | 468 | +53  |               |
|  | 4.   | Emmeti    | 36 | 18 | 12 | 0  | 6  | 0  | 496 | 463 | +33  |               |
|  | 5.   | Gridirion | 25 | 18 | 8  | 0  | 9  | 1  | 497 | 541 | -44  |               |
|  | 6.   | Opicina   | 9  | 18 | 3  | 0  | 15 | 0  | 391 | 487 | -96  |               |
|  | 7.   | Rovereto  | 0  | 18 | 0  | 0  | 18 | 0  | 429 | 581 | -152 | Retrocessione |

## Girone C

### Stagione regolare

#### Classifica
|  | Pos. | Squadra         | Pt | G  | V  | VR | P  | PR | GF  | GS  | D    | Note    |
|  | ---- | --------------- | -- | -- | -- | -- | -- | -- | --- | --- | ---- | ------- |
|  | 1.   | Modena          | 38 | 14 | 12 | 1  | 1  | 0  | 401 | 296 | +105 | Playoff |
|  | 2.   | Ferrara United  | 30 | 14 | 10 | 0  | 4  | 0  | 411 | 363 | +48  | Playoff |
|  | 3.   | Secchia Rubiera | 24 | 14 | 8  | 0  | 6  | 0  | 388 | 333 | +55  | Playoff |
|  | 4.   | Estense Ferrara | 20 | 14 | 6  | 0  | 6  | 2  | 399 | 381 | +18  | Playoff |
|  | 5.   | Prato           | 20 | 14 | 6  | 1  | 7  | 0  | 358 | 334 | +24  | Playout |
|  | 6.   | Massa Marittima | 19 | 14 | 6  | 0  | 7  | 1  | 430 | 388 | +42  | Playout |
|  | 7.   | Poggibonsese    | 17 | 14 | 5  | 1  | 8  | 0  | 373 | 379 | -6   | Playout |
|  | 8.   | Follonica       | 0  | 14 | 0  | 0  | 14 | 0  | 220 | 506 | -286 | Playout |

### Poule Playoff

#### Classifica
|  | Pos. | Squadra         | Pt | G | V | VR | P | PR | GF  | GS  | D   | Note       |
|  | ---- | --------------- | -- | - | - | -- | - | -- | --- | --- | --- | ---------- |
|  | 1.   | Modena          | 24 | 6 | 5 | 0  | 1 | 0  | 162 | 133 | +29 | Promozione |
|  | 2.   | Secchia Rubiera | 15 | 6 | 4 | 0  | 2 | 0  | 141 | 139 | +2  |            |
|  | 3.   | Ferrara United  | 12 | 6 | 2 | 0  | 4 | 0  | 147 | 150 | -3  |            |
|  | 4.   | Estense Ferrara | 3  | 6 | 1 | 0  | 5 | 0  | 130 | 158 | -28 |            |

### Poule Retrocessione

#### Classifica
|  | Pos. | Squadra         | Pt | G | V | VR | P | PR | GF  | GS  | D    | Note          |
|  | ---- | --------------- | -- | - | - | -- | - | -- | --- | --- | ---- | ------------- |
|  | 1.   | Massa Marittima | 20 | 6 | 5 | 0  | 0 | 1  | 237 | 150 | +87  |               |
|  | 2.   | Prato           | 15 | 6 | 3 | 0  | 3 | 0  | 149 | 154 | -5   |               |
|  | 3.   | Poggibonsese    | 13 | 6 | 3 | 1  | 2 | 0  | 201 | 156 | +45  |               |
|  | 4.   | Follonica       | 0  | 6 | 0 | 0  | 6 | 0  | 100 | 227 | -127 | Retrocessione |

## Girone D

### Stagione regolare

#### Classifica
|  | Pos. | Squadra              | Pt | G  | V  | VR | P  | PR | GF  | GS  | D    | Note          |
|  | ---- | -------------------- | -- | -- | -- | -- | -- | -- | --- | --- | ---- | ------------- |
|  | 1.   | Teramo               | 45 | 15 | 15 | 0  | 0  | 0  | 503 | 278 | +225 | Promozione    |
|  | 2.   | Amatori Teramo       | 33 | 15 | 11 | 0  | 4  | 0  | 407 | 353 | +54  |               |
|  | 3.   | Putignano            | 27 | 15 | 9  | 0  | 6  | 0  | 436 | 387 | +49  |               |
|  | 4.   | Lazio                | 20 | 15 | 6  | 1  | 8  | 0  | 357 | 383 | +26  |               |
|  | 5.   | Capua                | 6  | 15 | 2  | 0  | 13 | 0  | 373 | 489 | -116 |               |
|  | 6.   | CUS Cassino Gaeta 84 | 4  | 15 | 1  | 0  | 13 | 1  | 327 | 513 | -186 |               |
|  | 7.   | Pescara              | 0  | 0  | 0  | 0  | 0  | 0  | 0   | 0   | +0   | Retrocessione |

## Girone E

### Stagione regolare

#### Classifica
|  | Pos. | Squadra               | Pt | G  | V | VR | P | PR | GF  | GS  | D   | Note          |
|  | ---- | --------------------- | -- | -- | - | -- | - | -- | --- | --- | --- | ------------- |
|  | 1.   | Ragusa                | 33 | 16 | 9 | 3  | 4 | 0  | 411 | 394 | +17 | Promozione    |
|  | 2.   | Mascalucia            | 27 | 16 | 9 | 0  | 7 | 0  | 431 | 387 | +44 |               |
|  | 3.   | Il Giovinetto Marsala | 24 | 16 | 8 | 0  | 8 | 0  | 425 | 448 | -23 |               |
|  | 4.   | Alcamo                | 18 | 16 | 5 | 1  | 9 | 1  | 418 | 441 | -23 |               |
|  | 5.   | CUS Palermo           | 18 | 16 | 5 | 0  | 8 | 3  | 406 | 421 | -15 | Retrocessione |